# Krążowniki ciężkie typu Myōkō
Krążowniki ciężkie typu Myōkō  (jap. 妙高型重巡洋艦 Myōkō-gata jū-jun’yōkan) – typ czterech krążowników ciężkich zbudowanych na potrzeby Japońskiej Cesarskiej Marynarki Wojennej w późnych latach 20. XX wieku. Trzy okręty zostały zatopione podczas II wojny światowej.
Okręty tego typu posiadały wyporność standardową 11 633 t, miały długość 201 m i mogły rozwinąć prędkość do 36 węzłów (67 km/h). Głównym uzbrojeniem było dziesięć dział 203 mm zamontowanych w pięciu dwudziałowych wieżach. W tym czasie kiedy były budowane posiadały najcięższe uzbrojenie ze wszystkich typów krążowników na świecie. Krążowniki typu Myōkō były także pierwszymi krążownikami Cesarskiej Marynarki Wojennej, które przekroczyły limit wyporności 10 000 t ustalony w traktacie waszyngtońskim.

## Okręty
| Nazwa           | Położenie stępki     | Wodowanie        | Wejście do służby | Los                          |
| Myōkō (妙高)    | 25 października 1924 | 16 kwietnia 1927 | 31 lipca 1929     | samozatopiony 8 czerwca 1946 |
| Nachi (那智)    | 26 listopada 1924    | 15 czerwca 1927  | 28 listopada 1928 | zatopiony 5 listopada 1944   |
| Haguro (羽黒)   | 16 marca 1925        | 24 marca 1928    | 25 kwietnia 1929  | zatopiony 16 maja 1945       |
| Ashigara (足柄) | 11 kwietnia 1925     | 22 kwietnia 1928 | 20 sierpnia 1929  | zatopiony 8 czerwca 1945     |